# Seconde campagne du Kouban
Guerre civile russe
La seconde campagne du Kouban est la deuxième campagne de l'armée des volontaires dans le Kouban du 9-10 (22—23) juin, à novembre-décembre 1918. Elle aboutit à la prise d'Ekaterinodar en août 1918 et à la conquête de la partie occidentale du Kouban par les armées blanches. Par la suite celles-ci prirent Maïkop, Armavir, Stavropol et étendirent leur autorité sur tout le Caucase du nord.

## Situation militaire et politique
À la fin de la première campagne du Kouban et après la réorganisation de l'armée des volontaires à la stanitsa Iegorlytskaïa l'armée allemande avait chassé les bolchéviques d'Ukraine et le premier corps expéditionnaire allemand avait pris sans combat Rostov-sur-le-Don, dont il avait fait son quartier général. L'Ukraine était dirigée par l'ataman Skoropadsky avec la bienveillance de l'occupant. La Crimée avait déclaré son indépendance sous le gouvernement du général M. Sulkiewicz.
Les bolcheviks prirent la fuite, principalement dans le Caucase à Novorossiïsk, où la flotte rouge de la mer Noire avait trouvé refuge. Le Caucase était sous le contrôle des unités de Sorokine et Avtonomov qui terrorisaient les villages cosaques et les habitants des villes, au premier rang desquelles Ekaterinodar.
Parmi les nombreuses républiques du nord du Caucase la principale était la République soviétique du Kouban et de la mer Noire qui occupait le territoire des gouvernements de la mer Noire, de Stavropol et l'oblast du Kouban sous la direction de Polouyan.
Hormis l'armée des volontaires il n'y avait pas de forces antibolchéviques organisées dans la région. Les cosaques du Kouban et du Terek étaient toutefois prêts à soutenir des forces voulant combattre le pouvoir soviétique. Sur le Don, où les bolchéviques avaient marqué leur victoire sur les cosaques en février 1918 par des expéditions punitives et exécutions, se déclare une insurrection cosaque aboutissant à la libération d'une série de bourgades (Kagalnitskaïa, Metchetinskaïa, Iegorlytskaïa) dans lesquelles se repose l'armée des volontaires après l'éreintante « campagne de glace ».
À Novotcherkassk les cosaques élisent en tant qu'ataman le général de cavalerie Piotr Krasnov sous la direction duquel le Don, comme l'Ukraine et la Crimée, suit une politique favorable à l'Allemagne.

## La campagne
Le 22 juin 1918, l'armée des volontaires lança la seconde campagne du Kouban par l'attaque du nœud ferroviaire de Trogovaïa à Salsk. La division de Drozdovski mena l'assaut par l'ouest, Borovski par le sud et Erdélyi par l'est. Les rouges prirent la fuite vers le nord, abandonnant leur artillerie, et se précipitant ainsi dans les bras de la division de Markov qui les défit complètement. La voie ferrée de Tsaritsyne à Ekaterinodar était coupée et l'armée des volontaires profita de l'équipement pris à l'ennemi pour notamment former son premier train blindé. La victoire fut toutefois endeuillée par la disparition du général Markov, tué par un tir d'artillerie le 25 juin.
Après cette première victoire Dénikine dirigea ses troupes vers le nord vers Veliokniajeskaïa. Lors des combats la cavalerie blanche, menée par Erdélyi, mis en déroute la cavalerie rouge de Doumenko. Les mouvements inattendus semblant dirigés vers le nord firent croire aux bolchéviques à une attaque sur Tsaritsyne et à des effectifs nettement plus importants (Lénine écrit à Zinoviev qu'Alekseïev disposait de soixante mille hommes). Staline réquisitionna six régiments de Petrov pour la défense de la ville, les détournant de leur route vers Bakou et scellant le sort des commissaires locaux.
Au lieu de marcher sur Tsaritsyne Dénikine s'engagea vers le sud dans le Kouban. Les premières forces rouges notables furent rencontrées vers Peschanokopski et attaquée frontalement. Les divisions de Borovski et Drozdovski parvinrent deux fois jusque dans les faubourgs mais furent repoussées par les rouges. Quand ceux-ci remarquèrent que les volontaires étaient en train de les encercler ils battirent en retraite vers Bélaïa Glina où se trouvait la division d'acier de l'Armée rouge. Une première attaque surprise de nuit des drozdovtsy échoua mais au matin Koutepov et le régiment d'assaut de Kornilov avaient contourné les positions ennemies pour attaquer par le sud pendant que Borovski menait l'assaut par l'ouest. Après un combat de rue acharné les bolchéviques prirent la fuite vers l'est où la cavalerie d'Erdélyi acheva de les défaire.

### L'opération de Tikhoretskaïa
L'armée des volontaires était maintenant en face des principales unités de l'armée commandée par K. I. Kalnine. Dénikine déploya les opérations militaires sur un front de 70 kilomètres. Borovski se chargea d'un raid sur les arrières de l'ennemi, le régiment de Kornilov entama une longue manœuvre de contournement alors que le gros des troupes lançait le 14 juin l'assaut des positions fortifiées bolchéviques. Les combats féroces firent reculer les rouges sur leur deuxième ligne de défense. Ne s'attendant pas à une seconde attaque ils se reposaient quand le régiment de Kornilov prit sans combats Tikhoretskaïa. Kalnine parvint tout juste à prendre la fuite, son chef d'état-major se suicida.
L'Armée rouge était privée de chefs et prise en étau. Seuls 7 unités s'échappèrent et rallièrent Ekaterinodar, l'Armée rouge forte de 30 000 hommes avait été détruite par les volontaires qui capturèrent 3 trains blindés, 50 pièces d'artillerie, des chars d'assaut, des avions et une grande quantité d'équipement et de munitions. Les combats des trois premières semaines avaient coûté la vie au quart des hommes de l'armée mais un afflux de nouveaux volontaires amena les effectifs à 13 000 hommes (y compris des soldats ennemis capturés ayant rejoint la cause des volontaires).
La victoire de Tikhoretskaïa renforça le moral et l’équipement des blancs et leur donna un avantage stratégique sérieux : les formations militaires rouges au Kouban (unités occidentales, de la péninsule de Taman, de Ekaterinodar et d'Armavir) étaient coupées les unes des autres. Dénikine poursuivit l'offensive en lançant ses troupes dans trois directions :
- Le gros des forces avançait sur le flanc droit pour prendre Kouchtchevka et défaire les unités bolchéviques de Sorokine,
- La division du général Borovski tenait le flanc gauche et avançait sur Kavkazkaïa,
- La division de Drozdovski avançait au centre sur Ekaterinodar.

### Contre-offensive de Sorokine
Sorokine encerclé parvint à se dégager avec ses hommes et à attaquer les arrières du flanc droit de l'armée blanche. En même temps l'Armée rouge de Taman passait à l'offensive depuis Ekaterinodar et attaquait les volontaires venant à sa rencontre. Sorokine, nommé entre-temps commandant en chef des forces rouges du nord du Caucase, menaçait Tikhoretskaïa et Dénikine fut contraint de concentrer ses troupes, réparties sur 140 kilomètres de ligne de front.
Le 7 août eut lieu la bataille décisive non loin de Vyselki. Les rouges attaquaient les arrières de Kazanovitch et Drozdovski, les blancs semblaient sur le point d'être anéantis. À 14 heures l'Armée rouge de l'ouest, pressentant une victoire proche, s'abattit sur le front des volontaires, mais les drozdovtsy et markovtsy tinrent bon et repoussèrent au corps à corps la première vague d'attaque. À ce moment-là les autres forces de Dénikine passèrent à l'action. Les kornilovtsy et un régiment de cavalerie attaquaient par le nord, par le sud venaient la cavalerie d'Erdélyi avec des trains blindés. L'armée de Sorokine était prise au piège et fut mise en déroute. Vers 16 heures l'Armée rouge de l'ouest avait cessé d'exister, les survivants se hâtaient de rejoindre Ekaterinodar.

### Soulèvement du Kouban
Après la victoire des volontaires tout le Kouban se souleva contre les bolchéviques. Les stanitsa prirent les armes les unes après les autres et une vague de terreur alternativement rouge et blanche déferla sur le Kouban. Le général Viktor Pokrovski, dépêché trois mois plus tôt par Dénikine organiser les insurgés de la région de Laba, captura Maïkop et Armavir. À l'été 1918, les cosaques du Terek se révoltèrent (ru) sous la direction de Gueorgui Bitcherakhov et prirent Mozdok, coupèrent les communications rouges entre Stavropol et Vladikavkaz et assiégèrent Grozny. À l'automne, ils furent momentanément chassés de leur bastion par les troupes pro-soviétiques de la colonne de la charia avant d'y revenir en force avec les hommes de Dénikine à l'hiver. 
Les rouges ne parvinrent pas à organiser la défense de Ekaterinodar, leurs troupes fuyant devant l'avancée des blancs. Le 15 août les blancs prenaient Ekaterinodar sans combat, le 26 - Novorossiïsk. La campagne se poursuit alors en direction de Stavropol et le long du littoral de la mer noire.

## Issue
À l'issue de la seconde campagne du Kouban l'armée du général Dénikine a chassé le pouvoir bolchévique du Kouban et de toute la zone au nord du Caucase entre la mer noire et la mer Caspienne. Disposant ainsi d'une base arrière conséquente, il put réorganiser ses troupes et en augmenter les effectifs, lui permettant par la suite de s'engager en direction de Moscou.